# Vòm

Vòm

Vòm là một cấu trúc hình cung trong không gian, giúp nâng đỡ khối lượng (ví dụ, ô cửa ở tường đá). Vòm xuất hiện từ đầu thiên niên kỷ thứ hai trước công nguyên từ kiểu kiến trúc sắp xếp những viên gạch ở Lưỡng Hà và phương pháp sử dụng chúng bắt đầu từ những cư dân La Mã cổ đại, những người đầu tiên áp dụng công nghệ này để xây dựng rộng rãi các công trình.
Tiếng Việt còn gọi đây là cửa tò vò nhưng khi dùng trong các công trình kiến trúc truyền thống thì cửa tò vò tương đối nhỏ và hẹp, có tính cách trang trí nhiều hơn là thực dụng.

## Hình ảnh

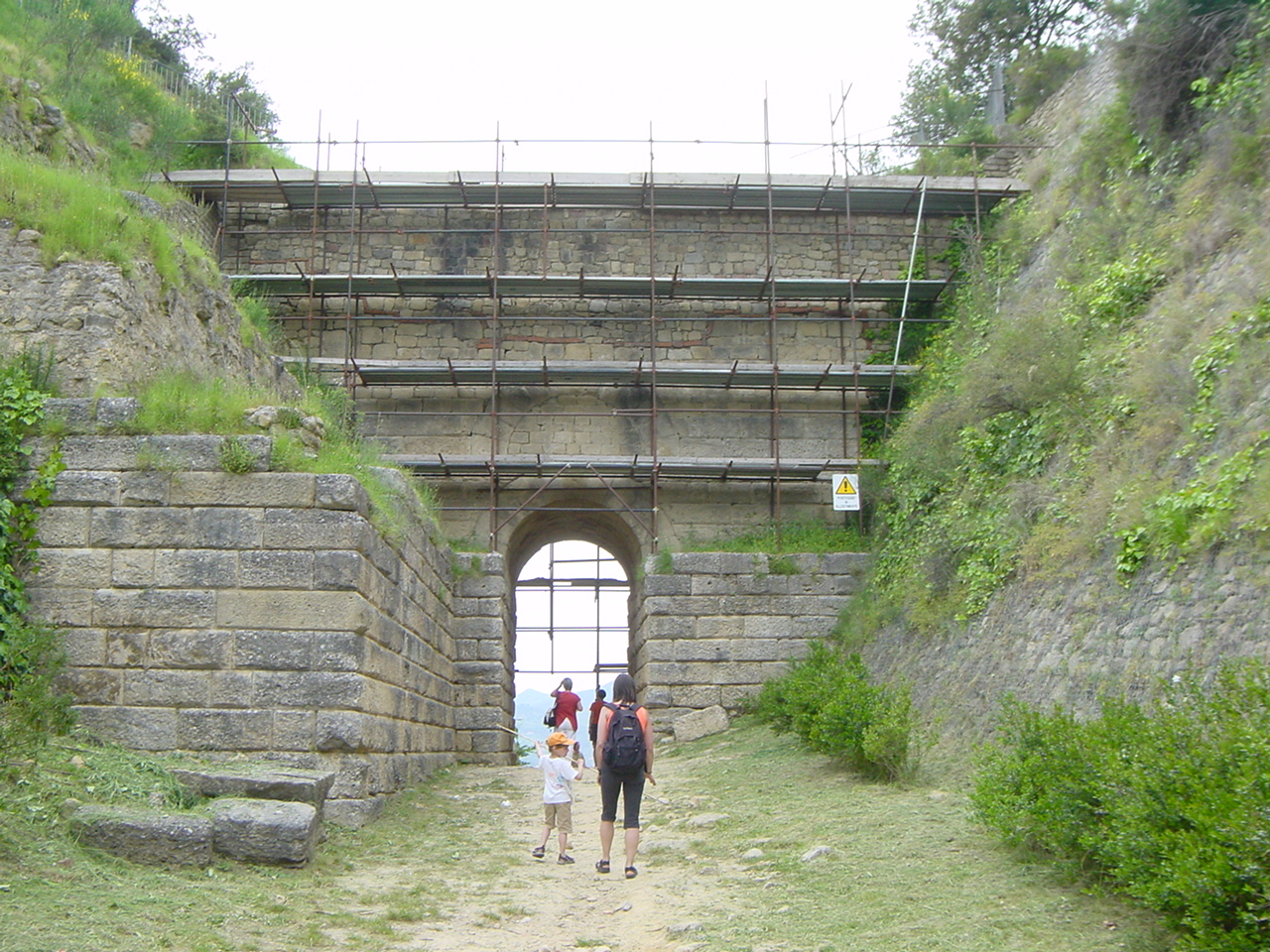
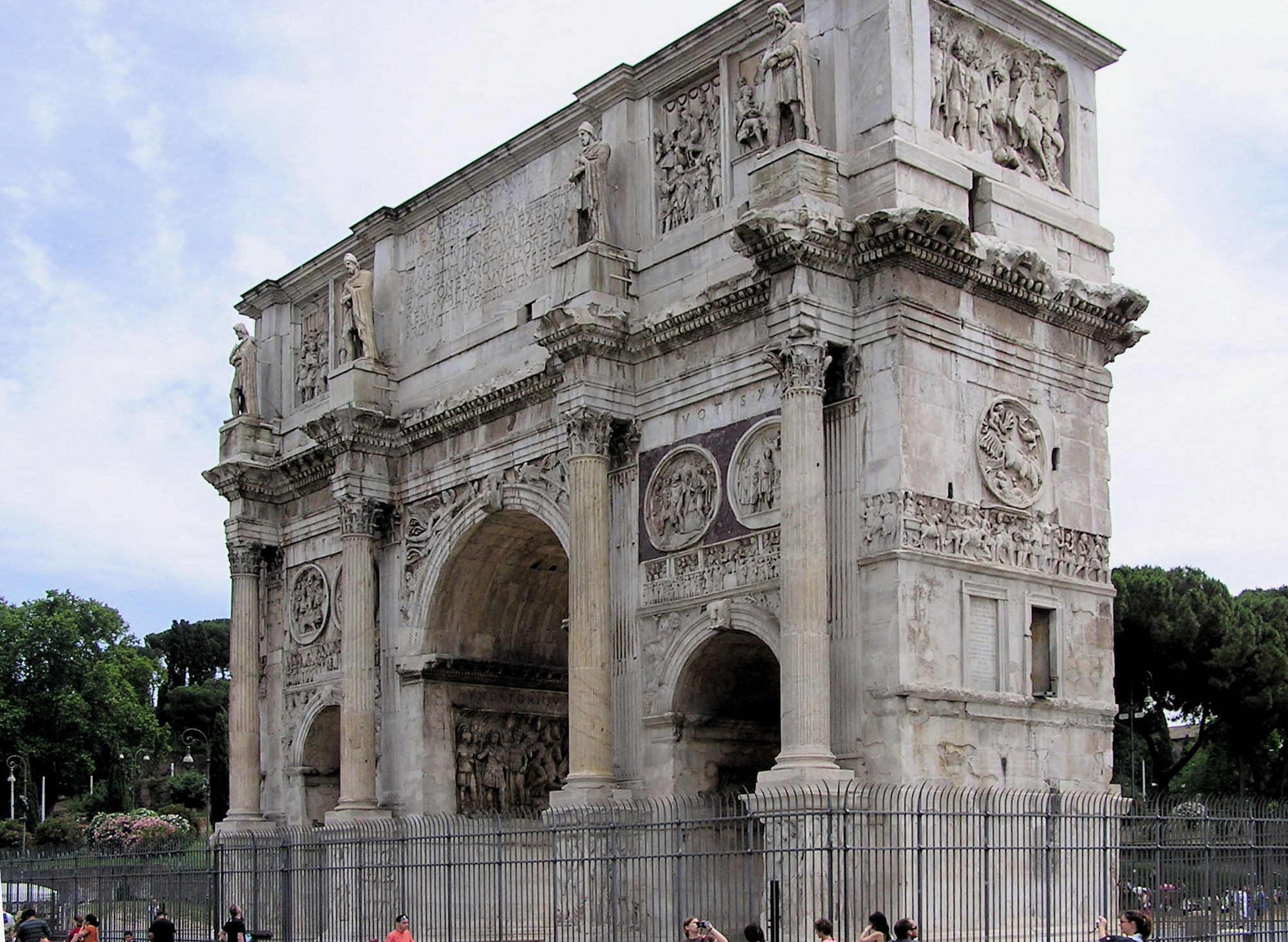
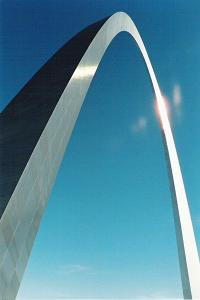
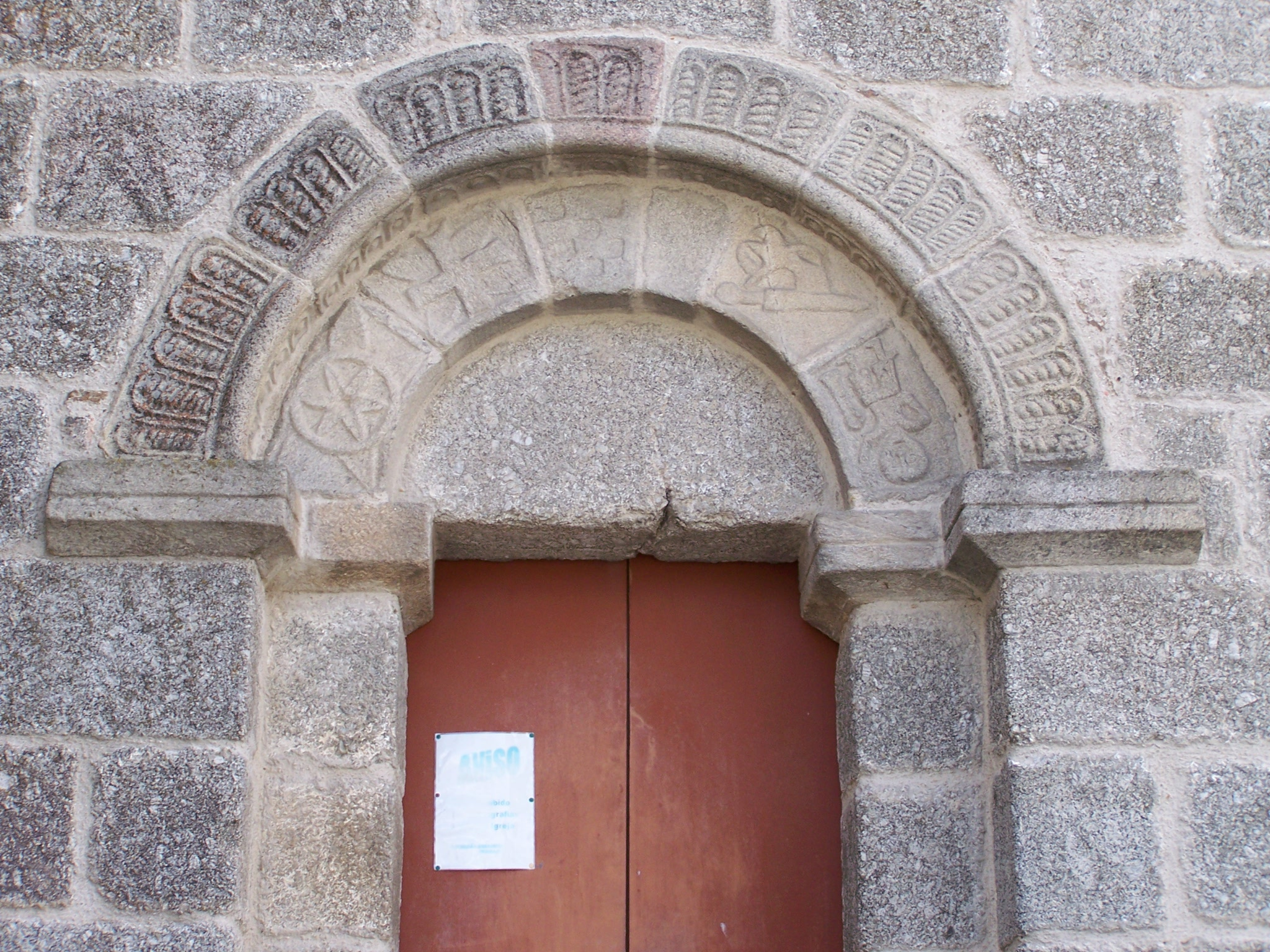
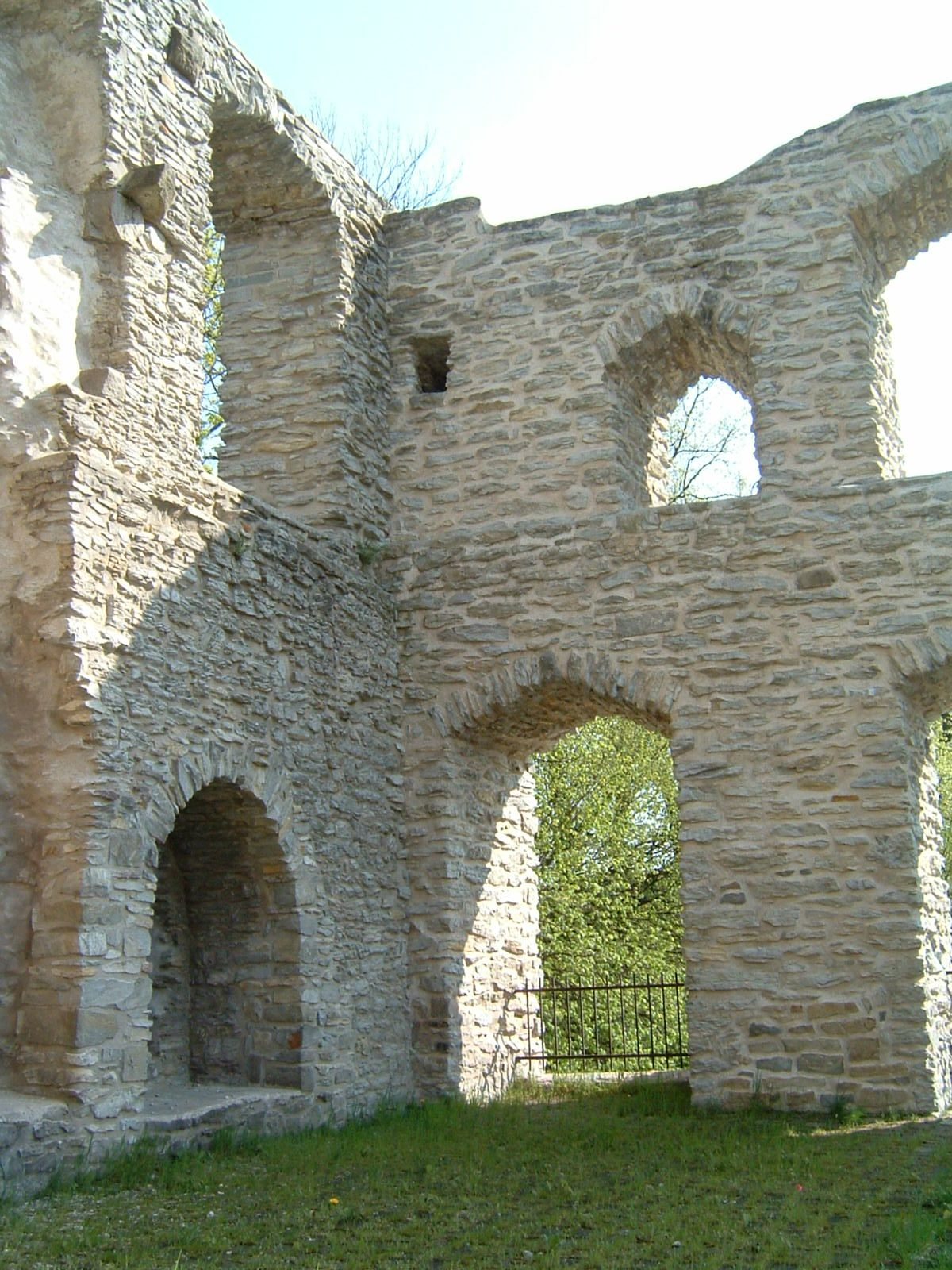
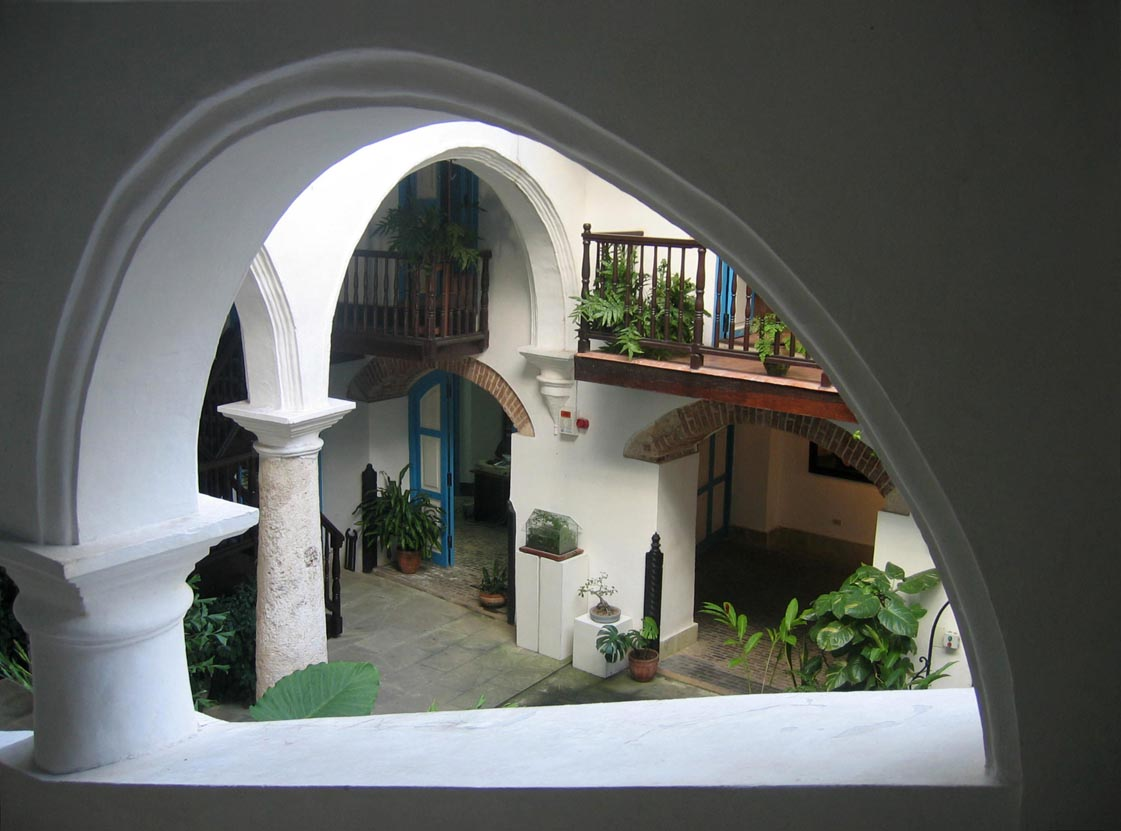
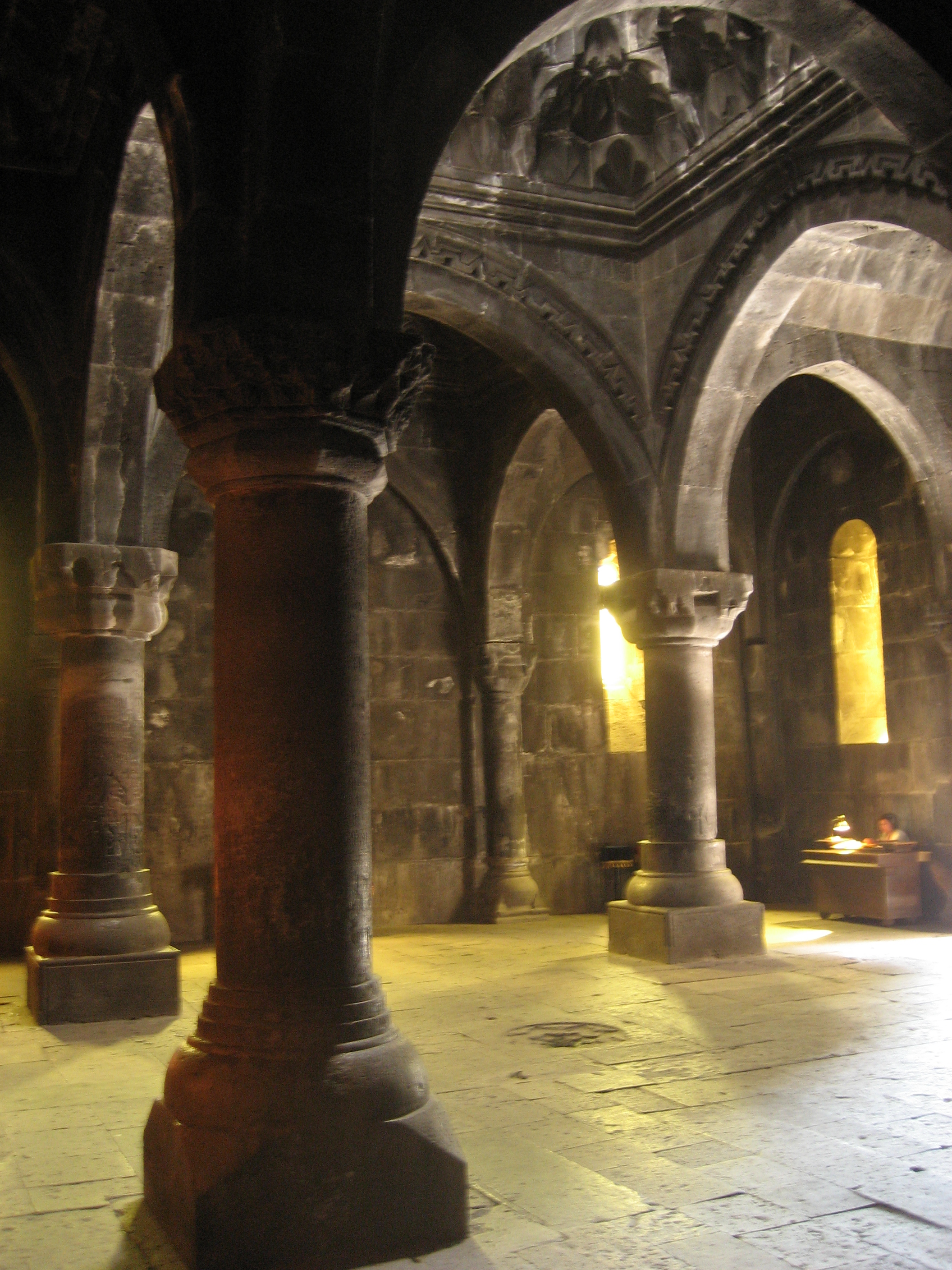
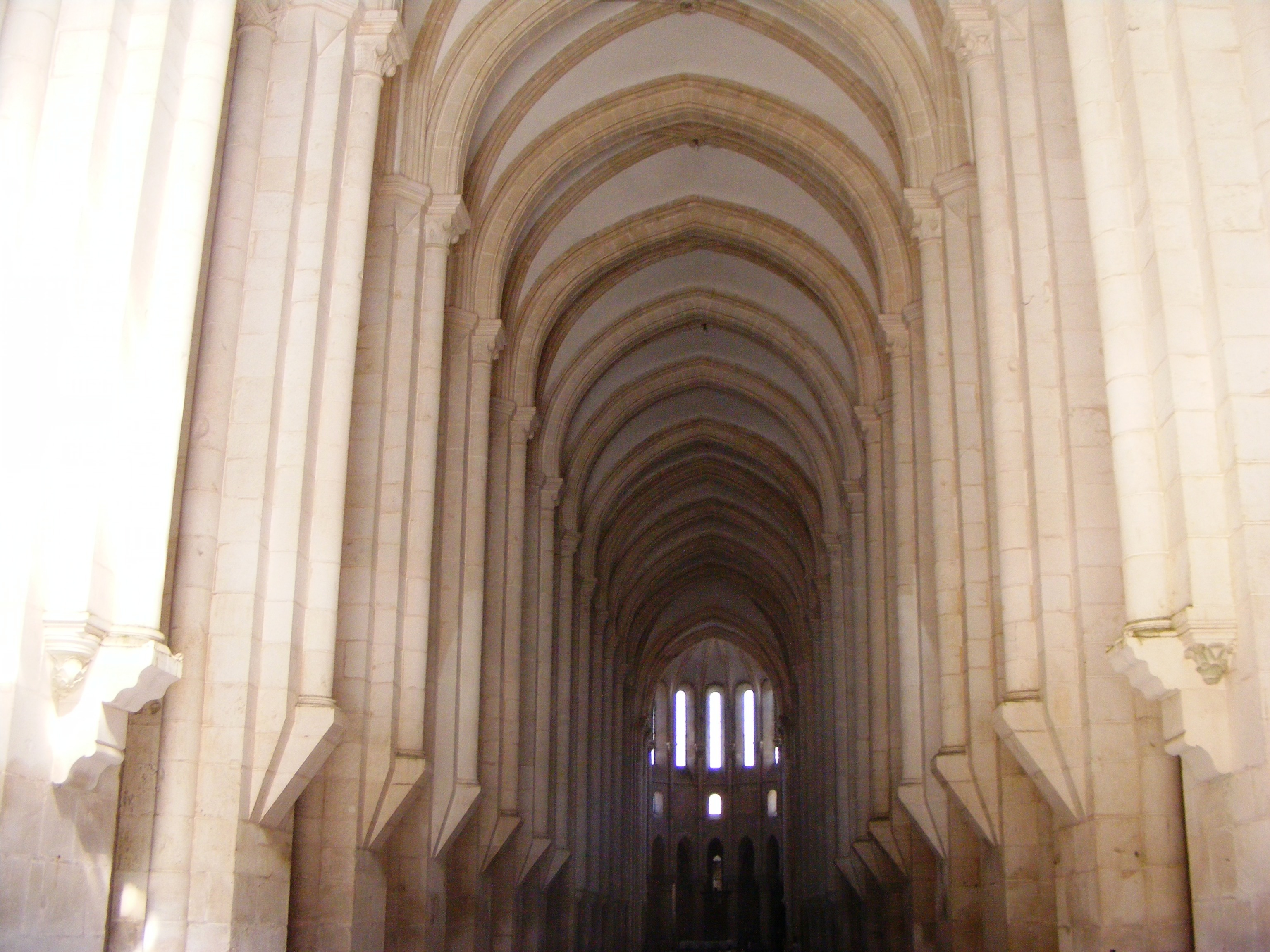
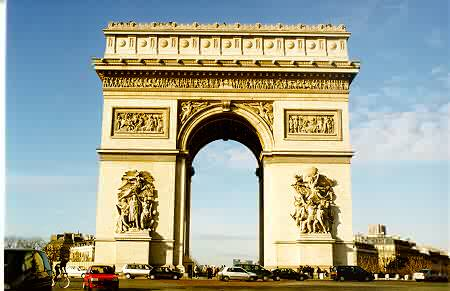
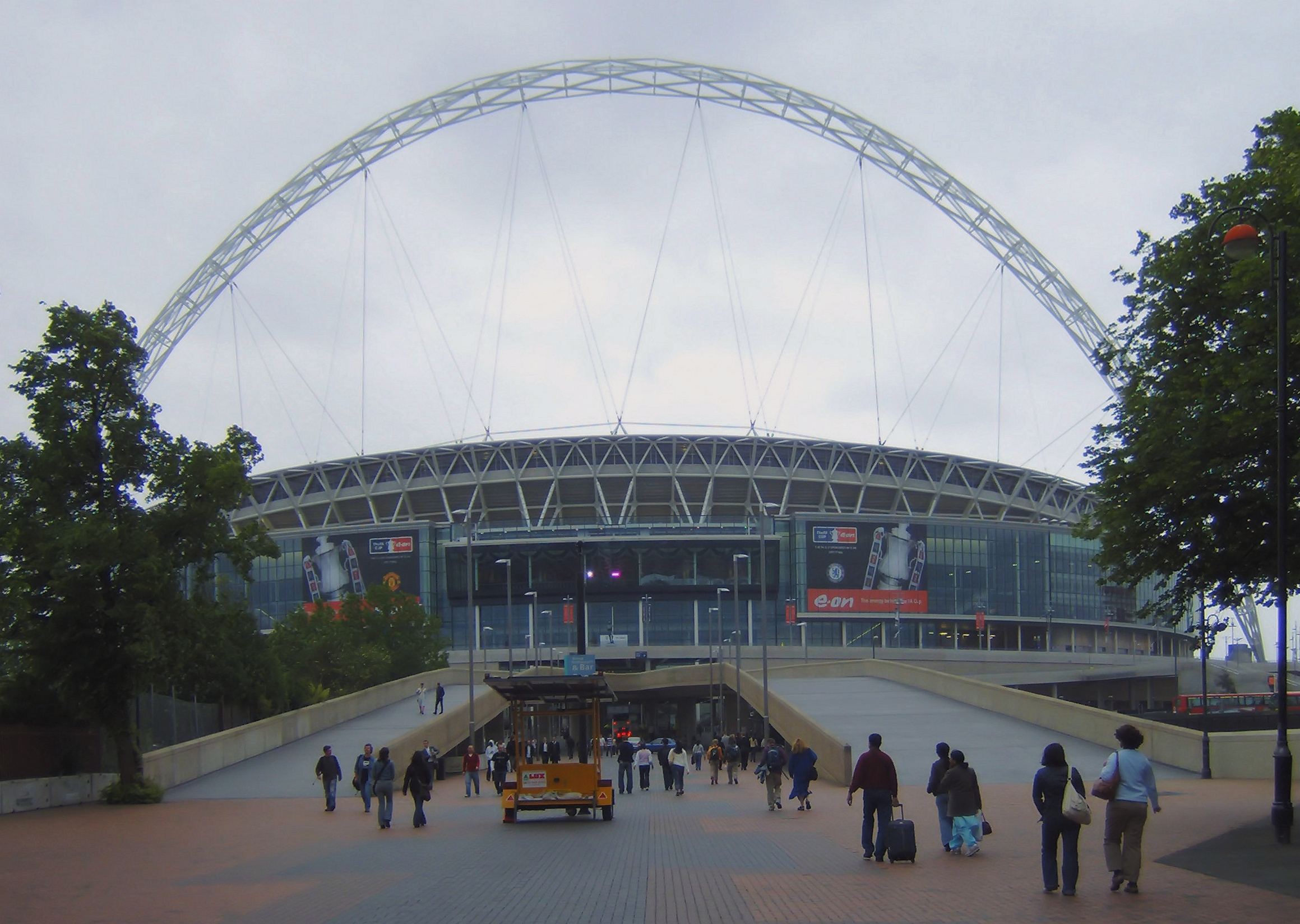
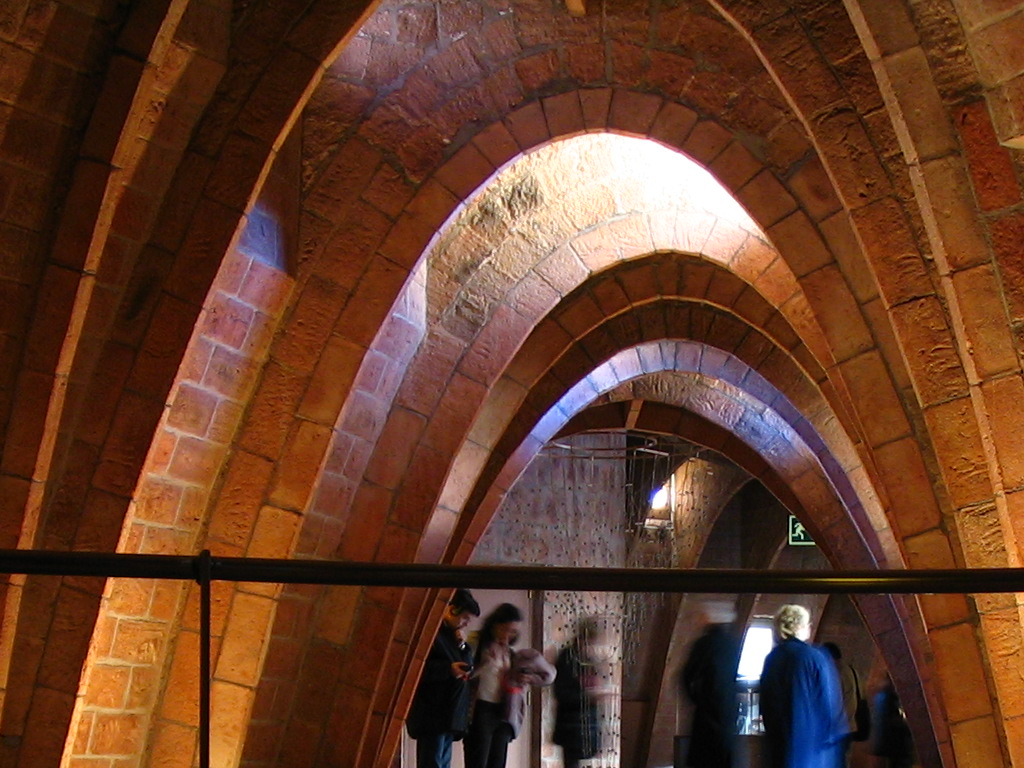